# Un'altra storia (album)
Un'altra storia è un album studio di Enzo di Domenico, pubblicato nel 2000.

## Tracce
1. Un'altra storia
2. La moka
3. Addò sta
4. Fammi posto nel tuo cuore
5. N'ora 'e sole
6. Nun è vita senza ammore
7. Uocchie 'e paura
8. Adesso no
9. Notte a Santa Lucia
10. Napoli oggi